# Az öreg halász és a tenger (film, 1999)
Az öreg halász és a tenger (orosz címén Sztarik i more (Старик и море), japán címén Ródzsin to umi (老人と海; Hepburn: Rōjin to umi), angol címén The Old Man and the Sea) 1999-ben bemutatott orosz–japán–kanadai üvegfestéssel készült animációs film Alekszandr Petrov rendezésében és forgatókönyve szerint. A film a montréali Pascal Blais Studióban készült több kanadai, orosz és japán stúdió együttműködésével. A cselekmény Ernest Hemingway Az öreg halász és a tenger című regényét veszi alapul.
Világszerte az IMAX forgalmazásában jelent meg. Magyarországon az Oliza Film forgalmazta 2008-tól.
A film 2000-ben elnyerte a legjobb animációs kisfilmnek járó Oscar-díjat, emellett számos más díjjal is jutalmazták, köztük az Ófudzsi Noburó-díjjal.

## Cselekmény
Santiago, az öreg kubai halász már 84 napja nem fogott egyetlen halat sem. Szerencsétlenül érzi magát, amiért a tanonca, Manolin nem halászhat vele a szülők tiltása miatt. Hogy nagyobb szerencsével járhasson távolibb vizekre evez ki. Kifog egy apró halat, amelyet csalinak használ. Rá is harap egy hatalmas hal, amelyről Santiago úgy véli, egy marlin, de nem tudja kifogni, mert elhúzza a csónakját. Több nap telik el, mire sikerül elkapnia a halat és szigonyát beledöfnie a hal hátába. A zsákmányt a csónakja oldalához köti, de az cápák raját vonzza oda, s Santiago hiába küzd, felfalják a marlint, csak a csontjait meghagyva. Visszatérve, kimerülten megpihen a halász, Manolin pedig arra kéri, hogy épüljön fel, mert legközelebb már közösen fognak halászni.

## Szereplők
| Szereplő                                                                        | Angol hang     | Japán hang     | Magyar hang         |
| ------------------------------------------------------------------------------- | -------------- | -------------- | ------------------- |
| Santiago                                                                        | Gordon Pinsent | Macuda Jódzsi  | Szersén Gyula       |
| Manolin                                                                         | Kevin Delaye   | Mikuni Rentaró | Kilényi Márk Olivér |
| További magyar hangok: Bartók László, Kajtár Róbert, Király Adrián, Seder Gábor |                |                |                     |

## Megvalósítás és stílus
A film ötlete 1995-ig vezethető vissza, amikor Petrov először találkozott a kanadai Pascal Blais Studióval. A gyártás is a Pascal Blais Studióban zajlott a japán Imagica Corporation, Dentsu Tec és NHK és az orosz Panorama stúdiók közreműködésével. Legutóbbinak Petrov a vezetője.
A munkálatok 1997 márciusában kezdődtek és több mint két évig tartottak. Alekszandr Petrov és fia, Dmitrij Petrov több mint 29000 képkockát festettek meg. A film technikáját, amely üvegtáblára történő pasztell olajfestés, a világon csak egy maroknyi animátor sajátította el. Petrov a festéshez főként az ujjait használta, kiegészítve különböző ecsetekkel. Az üvegtáblákat több szinten helyezte egymásra, mindegyiken lassan száradó olajfestéket használt. A képek négyszer nagyobbak voltak a hagyományos A4-es papírméretnél, így a fényképezésnél a képet apránként módosítva haladt előre. A képek forgatásához speciális mozgásellenőrző kamerarendszert építettek ki, talán ez volt a valaha összeállított legprecízebb számítógéppel kisegített animációs állvány. Az állványra egy IMAX kamerát, arra pedig segédkamerát kamerát csatlakoztattak.
A film stílusa analóg Petrov más filmjeivel, és a romantikus realizmus egy fajtájaként jellemezhető. Az emberek, állatok és tájak rendkívül realisztikusan vannak festve és animálva, de bizonyos jelenetekben Petrov a szereplő belső gondolatait és álmait jeleníti meg vizuálisan. Az egyik ilyen jelenet, amikor a halász arról álmodik, hogy ő és a marlin testvérek és együtt ússzák át a tengert és eget.

## Megjelenések
A film kétféle változatban jelent meg azonos borítóval. Az angol DVD angol és francia hangsávot is tartalmaz és Az öreg halász és a tenger mellett Érik Canuel Hemingway: A Portrait című 17 perces kisfilmje is megtalálható rajta. A francia DVD-változaton az előbbiek mellett megtalálhatóak Petrov korábbi kisfilmjei, a The Cow (1989), a The Dream of a Ridiculous Man (1992) és a The Mermaid (1997), melyek rendre 10, 20, és 10 perc hosszúak, az eredeti orosz hangsáv és egy 9 perces werkfilm is. Az Oliza Film által készíttetett magyar változat az angol DVD-változat alapján készült.

## Díjak és jelölések
| Év        | Díj                                                    | Kategória                                                        | Jelölt(ek)                                        | Eredmény |
| --------- | ------------------------------------------------------ | ---------------------------------------------------------------- | ------------------------------------------------- | -------- |
| 1999      | Cinanima                                               | Nagydíj                                                          | Alekszandr Petrov                                 | Elnyerte |
| 1999      | Japan Media Arts Festival                              | Nagydíj (animáció)                                               | Alekszandr Petrov                                 | Elnyerte |
| 1999      | Montréali Nemzetközi Filmfesztivál                     | Első díj (rövidfilmek)                                           | Alekszandr Petrov                                 | Jelölve  |
| 2000      | 72. Oscar-gála                                         | Legjobb animációs kisfilm                                        | Alekszandr Petrov                                 | Elnyerte |
| 2000      | Annecy Nemzetközi Animációs Filmfesztivál              | Közönségdíj, Nagydíj (Grand Prix) a legjobb animációs kisfilmnek | Alekszandr Petrov                                 | Elnyerte |
| 2000      | BAFTA-díj                                              | Legjobb animációs kisfilm                                        | Bernard Lajoie, Simamura Tacuo, Alekszandr Petrov | Jelölve  |
| 2000      | Buster Nemzetközi Gyermekfilm-fesztivál                | Politiken kisfilm-díj                                            | Alekszandr Petrov                                 | Elnyerte |
| 2000      | Genie-díj                                              | Legjobb animációs kisfilm                                        | Bernard Lajoie, Alekszandr Petrov, Simamura Tacuo | Jelölve  |
| 2000      | Jutra-díj                                              | „Jutra” a legjobb animációs film kategóriában                    | Alekszandr Petrov                                 | Elnyerte |
| 2000      | 33. Mainichi Film Concours                             | Ófudzsi Noburó-díj                                               | Alekszandr Petrov                                 | Elnyerte |
| 2000      | Szentpétervári Message to Man Nemzetközi Filmfesztivál | Zsűri különleges díja a nemzetközi verseny kategóriában          | Alekszandr Petrov                                 | Elnyerte |
| 2000      | Zágrábi Animafest Nemzetközi Animációs Filmfesztivál   | Első díj a „C - 15-től 30 percig” kategóriában                   | Alekszandr Petrov                                 | Elnyerte |
| 2000      | Hirosimai Nemzetközi Animációs Fesztivál               | Különdíj                                                         | Alekszandr Petrov                                 | Elnyerte |
| 2001      | Burbanki Nemzetközi Gyermekfilm-fesztivál              | Rendező arany díja (Director’s Gold Award)                       | Alekszandr Petrov                                 | Elnyerte |
| 2001      | San Diegó-i Nemzetközi Filmfesztivál                   | Fesztiváldíj a legjobb animáció kategóriában                     | Alekszandr Petrov                                 | Elnyerte |
| Források: |                                                        |                                                                  |                                                   |          |